# いまり号

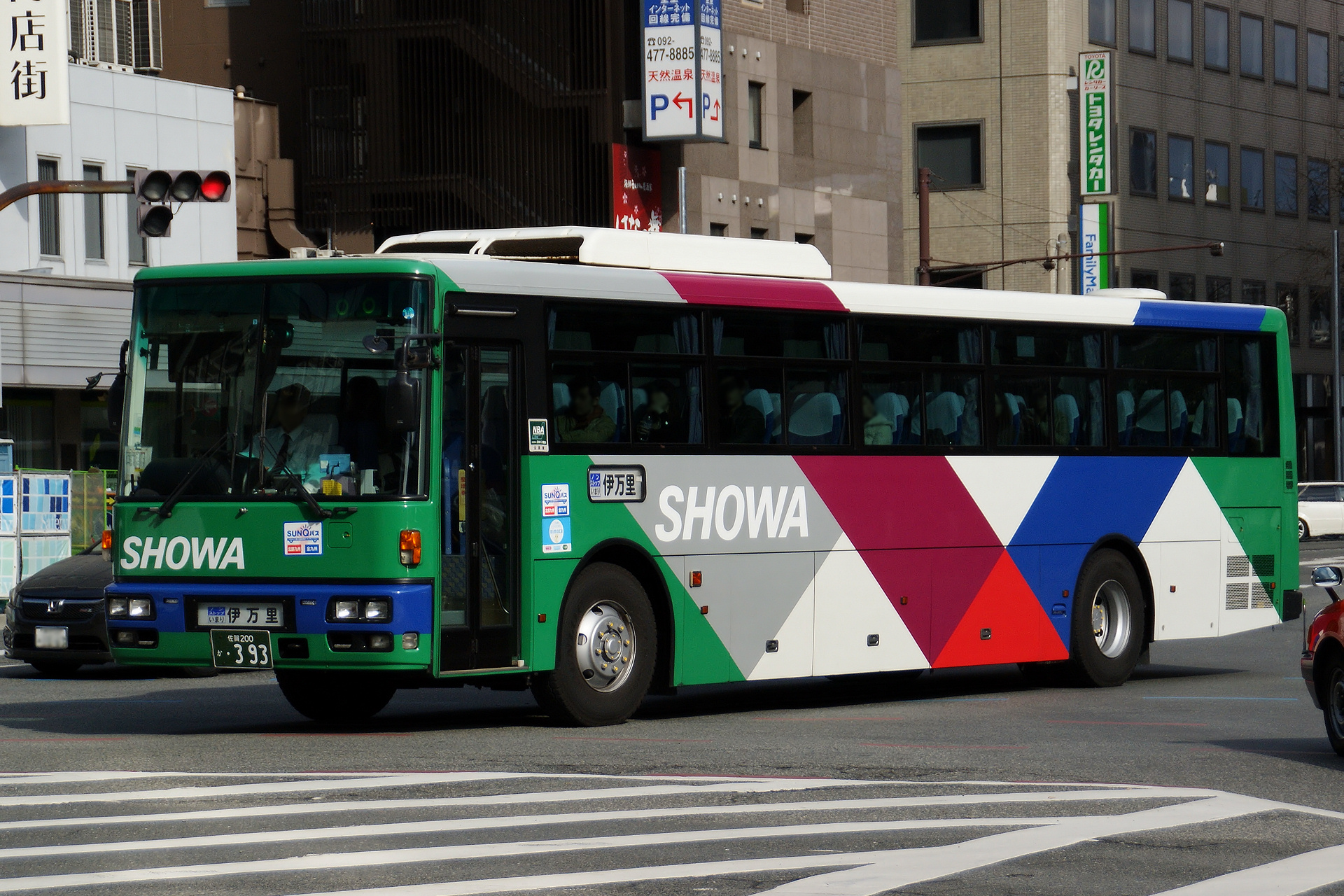
いまり号（昭和自動車）

いまり号（いまりごう）は、福岡県福岡市と佐賀県伊万里市を結ぶ、昭和自動車（昭和バス）が運行する高速バス路線である。

## 概要
福岡都市高速道路、西九州自動車道（今宿道路・二丈浜玉道路）を経由して福岡市中心部と伊万里市の伊万里駅前を結ぶ路線で、途中、唐津市郊外の主要地域にも停車する。一部の便は福岡空港まで乗り入れている。1985年の運行開始当初は、昭和バスと西日本鉄道（西鉄バス）との共同運行で、九州自動車道・長崎自動車道を通り、多久市および武雄市若木地区を経由するルートであったが、2003年に西九州自動車道を経由する現在のルートに変更され、昭和自動車の単独運行となった。
座席定員制で（予約は不要だが、定員を超えると乗車できない）、nimocaやSUNQパス（全九州版・北部九州版）の利用が可能である。

## 運行会社
- 昭和自動車
  - 担当営業所：伊万里支所・唐津営業所・伊都営業所・福岡営業所(福岡営業所は平日のみ担当)

## 運行形態

### 所要時間
- 福岡空港→伊万里駅前 最速2時間08分
- 博多バスターミナル→伊万里駅前 最速1時間50分
- 西鉄天神高速バスターミナル→伊万里駅前 最速1時間34分

※伊万里発の便は、上記よりも所要時間が少し短い。

### 停車停留所
▲：福岡行きは乗車のみ・伊万里方面は降車のみ
◆：双方向に乗降可能
▼：伊万里行きは乗車のみ・福岡方面は降車のみ
| 停車停留所名       | 停留所所在地 | 停留所所在地 | 乗降 | 備考                   | 停車地周辺の主な施設など |
| ------------------ | ------------ | ------------ | ---- | ---------------------- | ------------------------ |
| 福岡空港国内線     | 福岡県       | 福岡市博多区 | ▼    | 福岡空港発着便のみ停車 | 福岡空港                 |
| 博多バスターミナル | 福岡県       | 福岡市博多区 | ▼    |                        | 博多駅、博多駅地区       |
| 天神               | 福岡県       | 福岡市中央区 | ▼    | ※                      | 天神地区                 |
| 横田下東           | 佐賀県       | 唐津市       | ▲    |                        | マリンセンターおさかな村 |
| 鏡山下             | 佐賀県       | 唐津市       | ▲    |                        | イオン唐津SC             |
| 今組               | 佐賀県       | 唐津市       | ◆    |                        | 唐津東中学校・高等学校   |
| 唐津インター口     | 佐賀県       | 唐津市       | ◆    |                        |                          |
| 山本               | 佐賀県       | 唐津市       | ◆    |                        | 山本駅                   |
| 北波多             | 佐賀県       | 唐津市       | ▲    |                        |                          |
| 伊万里ふるさと村   | 佐賀県       | 伊万里市     | ▲    |                        | 道の駅伊万里             |
| 東町               | 佐賀県       | 伊万里市     | ▲    |                        |                          |
| 伊万里駅前         | 佐賀県       | 伊万里市     | ▲    | ※                      | 伊万里駅                 |
| 伊万里営業所       | 佐賀県       | 伊万里市     | ▲    |                        |                          |

※天神:伊万里行きの乗車は西鉄天神高速バスターミナル、福岡行きの降車は日銀前
※伊万里駅前:福岡行きの乗車場所は松浦鉄道伊万里駅前、伊万里行きの降車場所は旧伊万里バスセンター前
- 運賃後払いで乗車時に整理券を取る必要がある。
- 博多バスターミナル、西鉄天神高速バスターミナル、福岡空港国内線、伊万里駅前から乗車する場合は、券売機で乗車券が購入できる。

### 運行経路
2022/4/1～
- 福岡市内 - 天神北ランプ - 福岡都市高速1号線 - 福重JCT - 西九州自動車道（福岡前原道路 - 国道202号 - 二丈浜玉道路）- 浜玉中前交差点 - 国道202号（唐津バイパス）-唐津市鬼塚交差点-佐賀県道258号半田鬼塚線 -唐津IC入口交差点- 佐賀県道40号浜玉相知線 - 唐津市道山本双水線 - 国道203号 - 佐賀県道52号山本波多津線 - 国道202号 - 伊万里市内

### 過去の運行経路
～2022/3/31
- 福岡市内 - 天神北ランプ - 福岡都市高速1号線 - 福重JCT - 西九州自動車道（福岡前原道路 - 国道202号 - 二丈浜玉道路） - 浜玉中前交差点 - 佐賀県道306号鳥巣浜崎停車場線 - 国道323号 - 浜玉IC - 西九州自動車道（唐津道路） - 唐津IC - 佐賀県道40号浜玉相知線 - 唐津市道山本双水線 - 国道203号 - 佐賀県道52号山本波多津線 - 国道202号 - 伊万里市内

## 車両
- 車両は「からつ号」と共通運用されており、ハイデッカーまたは標準床、4列リクライニングシート車が使用される。
- 車種はスペースアロー・セレガ・スペースランナーUAであるが、2000年頃からスペースランナーUAを中心に導入している。また、2012年から韓国製のヒュンダイ・ユニバースも運行に加わっている。

### 過去の車両

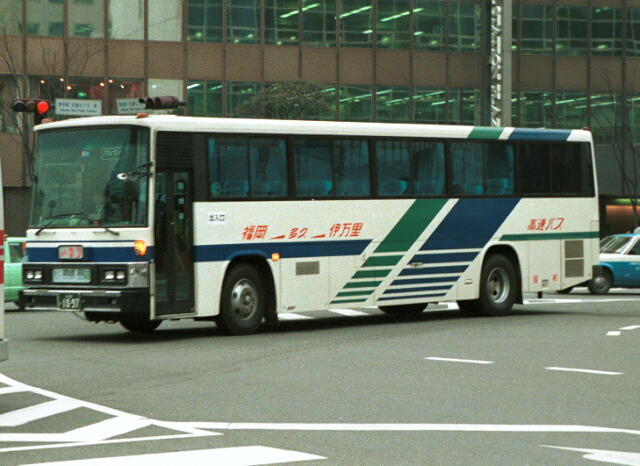
運行開始時に導入された昭和バスの専用カラー車
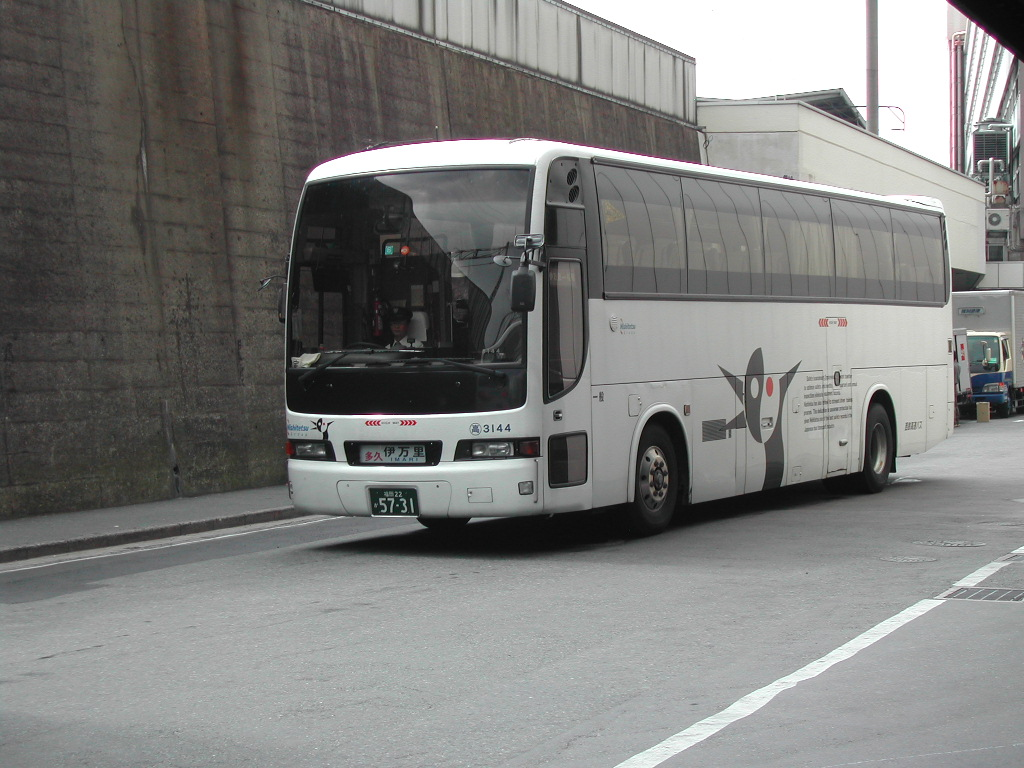
西鉄高速バスでは写真のような夜行高速バスの改造車も使用されていた

## 沿革
- 1985年（昭和60年）12月1日 - 昭和自動車と西日本鉄道（西鉄バス）との共同運行で運行開始。

当初、運行本数は3往復。九州自動車道・長崎自動車道・佐賀県道25号多久若木線・国道498号を通り、佐賀県多久市を経由するルートであった。後に、区間変更、増便を繰り返していった。
- 2000年（平成12年）7月1日 - 西日本鉄道担当分を西鉄高速バスへ移管。

2003年3月31日現在の運行本数は9往復、停車地は博多駅交通センター、西鉄天神バスセンター、筑紫野、高速基山、高速鳥栖神辺、高速中原、高速神埼、佐賀大和IC、高速小城、多久バスセンター、本多久、若木農協前、東町、伊万里バスセンター。上下1往復のみ福岡空港発着。
- 2003年（平成15年）
  - 4月1日 - 大幅ダイヤ改正。多久経由（九州自動車道・長崎自動車道経由）から唐津経由（西九州自動車道経由）に変更され、同時に7往復に減便。西鉄高速バスは撤退し、昭和自動車担当分は子会社の伊万里昭和交通へ移管して同社の単独運行となる。

停車地は博多駅交通センター、天神（伊万里行きは西鉄天神バスセンター、福岡行きは日銀前）、川原橋、徳須恵、伊万里ふるさと村、伊万里バスセンター。
当初は、からつ号を伊万里までの延長運転が予定されていたが、運行開始直前に急遽変更が行われ、からつ号と同時発着で、天神から唐津市南部の川原橋まで直行する経路となった（後に改正で別時間で設定される）。
運行距離短縮に伴い運賃値下げ。福岡市内～伊万里バスセンター間は片道2,150円→1,920円、往復3,900円→3,400円に。所要時間は天神→伊万里間で1時間47分→1時間22分に短縮。
- - 7月1日 - 一部経路変更・ダイヤ改正を行い、8往復に増便。停車地は博多駅交通センター、天神（同上）、鏡、山本、北波多病院前、伊万里ふるさと村、東町、伊万里バスセンター。

運賃を再度値下げ。福岡市内～伊万里バスセンター間は片道1,800円、往復3,200円に。唐津市内の鏡・山本と福岡市内の間の運賃は「からつ号」と同額の片道1,000円、往復1,700円に設定。
- - 10月1日 - 伊万里昭和交通が昭和自動車に吸収合併され、昭和自動車による運行に戻る。
- 2004年（平成16年）6月1日 - 増発。区間変更前の9往復に戻る。
- 2005年（平成17年）10月1日 - 12往復に増発。さらに、自動車利用（パークアンドライド）のために、伊万里営業所まで運転区間を延長。
- 2006年（平成18年）
  - 4月1日 - 平日5往復、土休日4往復を福岡空港まで延長運転開始。
  - 11月1日 - 唐津道路経由に変更される。これに伴い鏡バス停が廃止され、浜玉中学校前、唐津インター口バス停が新設される。
- 2007年（平成19年）10月1日 - 14往復に増発。これにより、朝晩の一部を除きほぼ1時間ヘッドでの運転になる。
- 2008年（平成20年）12月1日 - 17往復に増発。
- 2009年（平成21年）9月1日 - 伊万里バスセンターの廃止に伴い、停車地を伊万里駅前に変更。
- 2010年（平成22年）2月27日 - IC乗車券nimocaを導入。
- 2016年（平成28年）10月5日 - 福岡空港国内線ターミナルの再開発に伴い、発着バス停を「福岡空港国内線」（旧：福岡空港第三）に一本化[1]。
- 2022年（令和4年）4月1日 - 唐津市内の運行ルートを西九州自動車道（唐津道路）経由から国道202号バイパス経由に変更。これに伴い「浜玉中学校前」バス停を経由しなくなり、新たに「横田下東」「鏡山下」「今組」バス停に停車。[2]。